# Il segreto di Clara
Il segreto di Clara (Clara's Deadly Secret) è un film per la televisione del 2013 diretto da Andrew C. Erin.

## Trama
Helen e Mike Clayton si trasferiscono con le figlie Emma e Kate in una casa di campagna nella cittadina in cui Helen è cresciuta. Ben presto Kate stringe amicizia con Clara, un'amica immaginaria che le dice di essere stata uccisa nella casa dove i Clayton vivono. Helen decide di indagare sulla cosa per impedire che altri possano fare la stessa fine di Clara.

## Nominations
| Anno | Manifestazione      | Premio              | Categoria                                                                                    | Ricevente       | Risultato   |
| ---- | ------------------- | ------------------- | -------------------------------------------------------------------------------------------- | --------------- | ----------- |
| 2014 | Young Artist Awards | Young Artist Awards | Miglior performance in un Film TV, Miniserie, Special o Pilot - Giovane attrice protagonista | Ella Ballentine | Candidato/a |